# Marta Golden
Marta Golden (ur. 28 listopada 1868 w stanie Pensylwania, zm. 15 lipca 1943 w Los Angeles) – amerykańska aktorka filmów niemych, stale współpracowała z Charlie Chaplinem, z którym była związana przez kilka lat. Wystąpiła w jego 3 filmach.

## Filmografia
- 1915: Praca - żona
- 1915: Panna Charlie - мatka
- 1917: Charlie ucieka -